# Фризская свобода
Под Фризской свободой понимают отсутствие феодальных отношений и крепостного права во Фрисландии, территории, которая изначально была населена фризами.  Историческая Фризия включала в себя современные провинции Фрисландия и Гронинген, а также район Западной Фрисландии в Нидерландах и Восточную Фрисландию в Германии. В период Фризской свободы в этом районе не было суверенного владетеля, который бы управлял всеми землями. Проще говоря, фризы не управлялись графом или герцогом, но пользовались самоуправлением. Фризская свобода развивалась в контексте продолжавшихся споров о правах местной знати.

## Истоки
Убийство графа Арнульфа в 993 году является первым проявлением Фризской свободы. Этот голландский граф был убит при попытке заставить повстанцев Западной Фрисландии подчиниться в его власти. Убийство другого графа, Генриха Толстого, в 1101 году рассматривается как фактическое начало Фризской свободы. Эта свобода в любом случае была признана императором Священной Римской империи Вильгельмом II 3 ноября 1248 года. Он сделал это после помощи, которую фризы оказали ему во время осады города Ахен. В 1417 году это было подтверждено императором Сигизмундом, который объявил Фрисландию национальной территорией. С другой стороны, другие императоры отдавали Фрисландию в ленное владение, например, Людовик IV графам Голландии.

## Содержание
Отсутствие общенациональной власти означало, что не было центрального правительства. На самом деле Фрисландия состояла из большого количества автономных районов. Различные земли управлялись собраниями жителей. В этом решающую роль сыграло владение землей. Обширное владение монастырей, в частности, давало аббатам более крупных монастырей, таких как Адуард, главную роль в этом управлении.
Монастыри также сыграли важную роль в становлении права. Более старые тексты, такие как 17 статей и 24 земских права, были объединены с земскими правами и записаны в таких текстах, как Хунсингское земское право. Кроме того, были предприняты попытки достичь надрегионального соглашения, которое должно распространяться на все фризские земли. Для этого делегаты из разных регионов встречались у Упстальбома под Аурихом. Позднее эти встречи также проводились в Гронингене.
Однако оставалась основная проблема, заключавшаяся в том, что, хотя содержание закона было ясным, реализация этого права сталкивалась с серьёзными практическими проблемами. Если могущественный человек не хотел придерживаться статей закона, то не было возможности заставить его сделать это. Первоначально аббаты всё ещё обладали достаточным моральным авторитетом, но обширная монашеская собственность заставляла их всех быть заинтересованной стороной.

## Конец средневековой свободы
Конфликты между схирингерами и феткоперами внесли значительный вклад в отмену фризской свободы. Отсутствие эффективной центральной власти также способствовало возникновению распрей.
Внутренние распри давали удобный повод для постороннего вмешательства в фризские земли, иногда с апелляцией к древним правам. В то же время из-за беззакония, вызванного этой борьбой, призывы к введению централизованного правления усилились. В Вестлауверской Фрисландии подеста схирингер Юв Декама заручился поддержкой Альбрехта Саксонского. Этот период описан Петрусом Таборитой.
Фризская свобода была отменена в разное время в разных фризских областях. В Западной Фрисландии свобода была отменена ранее, чем в других областях, после завоевания графами Голландии.
Во фризских Оммеландах вакуум власти был заполнен городом Гронингеном в течение XIV и XV веков. Город заключил договоры с различными районами Оммеландов, которые предусматривали создание суда, компетентного выносить решения по апелляции, и благодаря своей власти город также имел возможность следить за соблюдением этих решений. Город также явно позиционировал себя как фризский город и как защитник фризской свободы.
Однако после прихода к власти в Вестлауверской Фрисландии Альбрехта Саксонского город был вынужден искать поддержки у иностранных правителей. После краткого периода, в течение которого Карл Гелдернский был принят в качестве правителя, город и Оммеланды были в конечном счете присоединены к его империи Карлом V, где Карл ссылался на старые права епископа Утрехта.
В Восточной Фрисландии фризская свобода была отменена в середине XV века вследствие прихода к власти Кирксенов, которые сумели превратить его в графство.
Временное возрождение фризской свободы произошло с восстанием Пьера Герлофса Донии и Виерда Йелкамы с 1515 по 1523 год. Это закончилось в 1523 году, когда Йелкама был обезглавлен в Леувардене вместе с оставшимися членами повстанческой армии.

## Период республики
Также в XVI веке, когда Фрисландия имела центральное правительство и перешла под власть Габсбургов, идея фризской свободы осталась жива. В частности, дворянство настаивало на существующих привилегиях и праве принимать совместные решения по вопросам налогообложения и другим общественным вопросам на собрании штатов. Согласно традиции, фризские депутаты принесли присягу Филиппу II на его коронации в Брюсселе в 1555 году, потому что они полагали, что их регион не был унаследован королём, а по собственной воле связан с Нидерландами. Поэтому попытки Карла V и Филиппа II ограничить власть штатов воспринимались как нарушение Фризской свободы. Вместе с сопротивлением преследованию протестантов это в конечном итоге привело к Нидерландской революции. Фрисландия присоединилась к мятежным провинциям в 1578 году. Низложение Филиппа II в 1581 году было воспринято как восстановление фризской свободы.
Также в XVII и XVIII веках многие фризы считали свободу высшей ценностью. Такие писатели, как Христианус Схотанус и Фоке Сьёрдс, много пишут о ней в своих произведениях. В частности, партия патриотов видела в лице штатгальтера Вильгельма V угрозу для фризской свободы. А последователи оранжистов, в свою очередь, боялись, что свобода будет потеряна из-за иностранного вмешательства.

## Свобода и фризское национальное движение
Особенно после Великой французской революции концепция свободы приобрела новый смысл, связанный, с одной стороны, с достижением национальной независимости, а с другой — с началом демократизации. История о том, что фризское дворянство не хотело становиться на колени перед королём, теперь приписывается Гемме фан Бурмании, гритману из Льявертерадила, который якобы сказал: «Мы, фризы, преклоняем колени только перед Богом» (Wy Friezen knibbelje allinne foar God). Этот предание, вероятно, было выдумано учёным Паулюсом Схельтемой в 1805 году. Тем не менее, образ свободного фриза, который не поддавался угрозам, стал важным символом, который часто использовался во фризском национальное движении.